# Berkshire Battalion
Berkshire Battalion byl profesionální americký klub ledního hokeje, který sídlil v North Adamsu ve státě Massachusetts. V letech 2014–2015 působil v profesionální soutěži Federal Hockey League. Battalions ve své poslední sezóně v FHL skončily v základní části. Své domácí zápasy odehrával v hale Peter W. Foote Vietnam Veterans Memorial Skating Rink. Klubové barvy byly modrá, červená a bílá.
Zanikl v roce 2015 přestěhováním do Daytonu, kde byl vytvořen tým Dayton Demolition.

## Přehled ligové účasti
Zdroj: 
- 2014–2015: Federal Hockey League